# William Slim

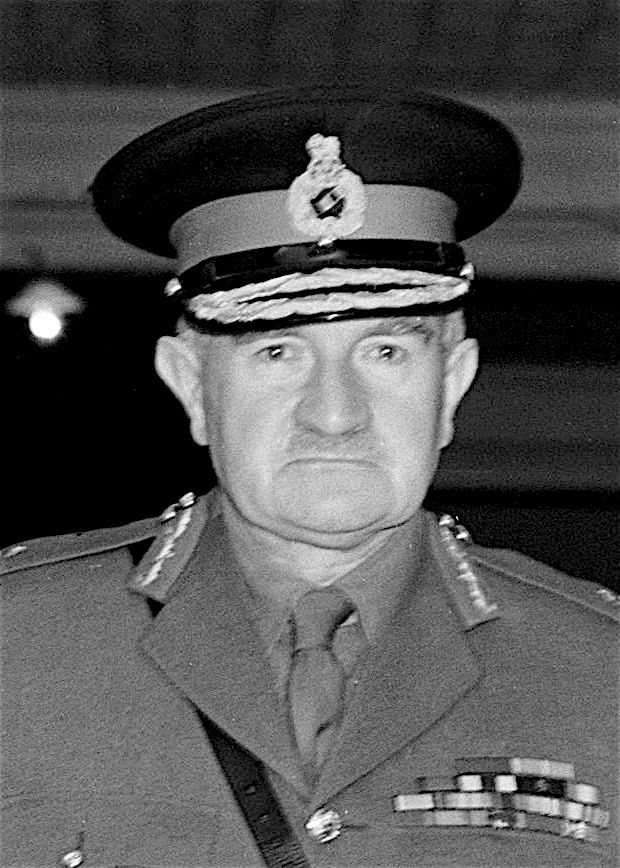
Viscount Slim 1950

William Joseph Slim, från 1960 1:e viscount Slim of Yarralumla and Bishopston, född 6 augusti 1891 i Bishopston, död 14 december 1970 i London, var en brittisk officer verksam under andra världskriget. han adlades 1944 och utnämndes till fältmarskalk 4 januari 1949. Han var en av Storbritanniens främsta fältherrar under andra världskriget. Slim tjänstgjorde som officer i Indien från 1920 och blev brigadchef 1940. Han stred i Nordafrika, Iran och Irak. År 1942 fick han befäl över en armékår i Burma och blev fjortonde arméns chef år 1943. Han ledde en svår kamp mot överlägsna japanska stridskrafter i gränstrakterna mellan Burma och Indien innan han lyckades driva dem österut och ut ur Burma. Efter andra världskriget var Slim generalstabschef 1948–52 och Australiens generalguvernör 1953–60. Han utgav